# Campeonato de Francia de Rugby 15 1987-88
El Campeonato de Francia de Rugby 15 1987-88 fue la 89.ª edición del Campeonato francés de rugby.
El campeón del torneo fue el equipo de Agen quienes obtuvieron su octavo campeonato.

## Desarrollo
| Grupo 1 - Touloun - Agen - Grenoble - Stadoceste - Béziers - Lourdes - Saint-Jean-de-Luz - Pau          | Grupo 2 - Dax - Bègles-Bordeaux - Graulhet - Perpignan - Aurillac - Valence - Auch - Tulle             |
| Grupo 3 - Racing - Toulouse - Bayonne - Montferrand - Bourgoin-Jallieu - Biarritz - Romans - Montchanin | Grupo 4 - Narbonne - Brive - Mont-de-Marsan - Tyrosse - Stade Bagnérais - RRC Nice - Marmande - Hyères |

### Octavos de final
| Equipo 1        | Equipo 2       | Ida   | Vuelta |
| --------------- | -------------- | ----- | ------ |
| Bayonne         | Racing         | 15-9  | 6-28   |
| Grenoble        | Agen           | 6-3   | 10-14  |
| Bègles-Bordeaux | Mont-de-Marsan | 7-13  | 10-0   |
| Perpignan       | Narbonne       | 12-21 | 12-24  |
| Tyrosse         | Touloun        | 9-13  | 16-49  |
| Graulhet        | Toulouse       | 9-13  | 12-25  |
| Montferrand     | Brive          | 12-15 | 13-24  |
| Stadoceste      | Dax            | 3-0   | 21-6   |

### Cuartos de final
| 1988 | Agen | 22 - 15 | Racing |  |  |

| 1988 | Narbonne | 26 - 20 | Bègles-Bordeaux |  |  |

| 1988 | Toulon | 21 - 9 | Toulouse |  |  |

| 1988 | Stadoceste | 13 - 6 | Brive |  |  |

### Semifinal
| 1988 | Agen | 19 - 9 | Narbonne |  |  |

| 1988 | Stadoceste | 31 - 12 | Toulon |  |  |

### Final
| 28 de mayo de 1988 | Agen | 9 - 3 | Stadoceste | Parc des Princes, Paris |  |

| Bandera de Francia |
| Campeón Agen       |
| Octavo título      |